# برنامج النقطة الرابعة

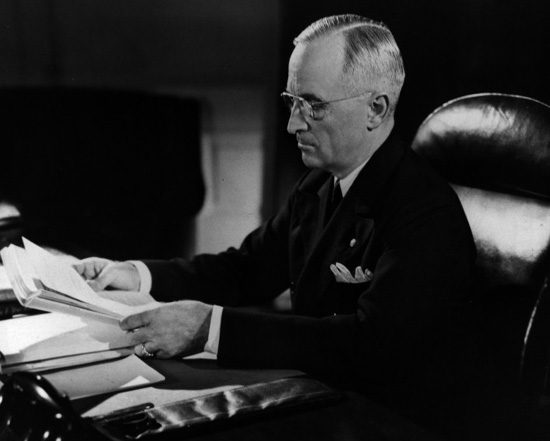
الرئيس الأمريكي هاري ترومان

برنامج النقطة الرابعة (بالإنجليزية: Point Four Program)‏ هو برنامج مساعدات تقنية أمريكي مخصص  للدول النامية لاسيما لدول آسيا وأفريقيا وأميركا اللاتينية، أعلن عن البرنامج لأول مرة في خطاب الرئيس الأمريكي هاري ترومان  في 20 يناير 1949 بمناسبة توليه منصب الرئاسة لفترة رئاسية ثانية وقد تحدث الخطاب عن الأهداف الأربعة لسياسة الخارجية الأمريكية، وقد أُقر البرنامج من قبل الكونغرس الأمريكي في 5 يونيو 1950 وخصص له مبلغ 25 مليون دولار أمريكي للسنة المالية 1950/51 كما شكلت لجنة في وزارة الخارجية الأمريكية تحت اسم مجموعة المساعدات التقنية أشرفت على البرنامج.